# Santo Domingo Teojomulco
Santo Domingo Teojomulco är en kommun i Mexiko.   Den ligger i delstaten Oaxaca, i den sydöstra delen av landet, 400 km sydost om huvudstaden Mexico City.
Följande samhällen finns i Santo Domingo Teojomulco:
- Las Huertas
- La Arena
- El Paraíso
- La Laguna
- Cuajinicuil
- Llano Verde
- San Pablo
- Acahual
- Hacienda Vieja